# День подразделений специального назначения
День частей и соединений специального назначения (СпН) — профессиональный праздник военнослужащих формирований специального назначения Вооружённых Сил России. 
Отмечается в Российской Федерации ежегодно 24 октября.

## История праздника
«День частей и соединений специального назначения» — сравнительно молодой профессиональный праздник России, который был установлен Указом Президента Российской Федерации Владимира Владимировича Путина от 31 мая 2006 года № 549 «Об установлении профессиональных праздников и памятных дней в Вооруженных Силах Российской Федерации». Праздник был учреждён наряду с другими «в целях возрождения и развития отечественных воинских традиций, повышения престижа военной службы и в знак признания заслуг военных специалистов в решении задач обеспечения обороны и безопасности государства».
Дата 24 октября для проведения «Дня частей и соединений специального назначения» выбрана не случайно. Именно в этот день в 1950 году министр Вооружённых сил СССР и Военный министр СССР, маршал Советского Союза А. М. Василевский подписал директиву № ОРГ/2/395/832 с грифом «Секретно» о создании подразделений специального назначения (СпН) (глубинная разведка или разведка специального назначения) для действий в самом глубоком тылу вероятного противника, в которой предписывалось в кратчайшие сроки (до 1 мая 1951 года) сформировать в вооружённых силах страны 46 рот СпН со штатом в 120 человек в каждой, во всех военных округах, группах войск и флотах. Приказ был выполнен и в Первомай 1951 года ВС СССР уже имели в своём составе подразделения СпН численностью более пяти с половиной тысяч человек. Именно день подписания директивы Василевским и стал знаменательной датой. Стоит заметить, что части специального назначения существовали в русской армии и до 1917 года. Это была Отдельная морская бригада особого назначения (омбрОН), сформированная 31 мая 1916 года в составе Минного и Артиллерийского полков особого назначения и Речной флотилии особого назначения. Эти формирования были укомплектованы офицерами ВМФ и принимали участие в боевых действиях на Западном фронте до начала 1918 года, после чего были расформированы. Таким образом, днем рождения «старых» русских формирований специального назначения является 31 мая.
Директивой Военного Министра СССР Маршала Советского Союза Василевского А.М. от 24 октября 1950 с года были созданы 46 отдельных рот специального назначения в составе общевойсковых и танковых армий. ПРи отборе офицеров отдавалось предпочтение людям с боевым опытом. Позднее часть рот была переформирована в батальоны специального назначения, а затем в бригады (по бригаде на каждый военный округ. На флоте  были созданы морские разведывательные пункты (по одному на флот, и один в каспийской флотилии, какое-то время на черноморском флоте существовала 17 отдельная бригада специального назначения. Если бы страны НАТО начали военные действия против СССР, первыми на защиту выступили бы подразделения и части СпН. Группы разведчиков должны были появиться в непосредственной близости от командных пунктов и других стратегических объектов вооружённых сил агрессоров. В их задачу входило: вести разведку, а в случае необходимости, уничтожить пункты управления, ракетные установки, самолёты стратегической авиации, атомные подводные лодки, нарушить связь, энергоснабжение, разрушать транспортные коммуникации, сеять панику и вносить хаос в военное и государственное управление.
Подразделения и части СпН ГРУ ГШ ВС (группы, отряды, отдельные батальоны, полки, бригады) сыграли огромную роль в афганской войне, в Таджикистане и в операциях на территории Чеченской республики, а также в других местах.

…Сделать то, что выполняли спецназовцы в Афганистане, под силу только беспредельно мужественным и решительным солдатам. Люди, служившие в батальонах спецназа, были профессионалами самой высокой пробы.— Б.В. Громов, «Ограниченный контингент»
За свою более чем полувековую историю структуры и количественный состав подразделений СпН неоднократно изменялись.